# Liste der Orte im Landkreis Wunsiedel im Fichtelgebirge
Die Liste der Orte im Landkreis  Wunsiedel im Fichtelgebirge listet die 298 amtlich benannten Gemeindeteile (Hauptorte, Kirchdörfer, Pfarrdörfer, Dörfer, Weiler und Einöden) im Landkreis Wunsiedel im Fichtelgebirge auf.

## Systematische Liste
Alphabet der Städte und Gemeinden mit den zugehörigen Orten.
- Die Stadt Arzberg mit 25 Gemeindeteilen:
  - Hauptort Arzberg
  - Kirchdorf Seußen
  - Dörfer Bergnersreuth, Elisenfels, Garmersreuth, Haid, Oschwitz, Preisdorf, Röthenbach, Sandmühle, Schacht und Schlottenhof
  - Weiler Heiligenfurt, Krippnermühle, Märzenhaus und Rosenbühl
  - Einöden Bodenhaus, Dötschenmühle, Forellenmühle, Hagenhaus, Kieselmühle, Klausen, Steinau, Teichmühle und Theresienfeld

- Die Gemeinde Bad Alexandersbad mit 5 Gemeindeteilen:
  - Pfarrdorf Bad Alexandersbad
  - Dörfer Kleinwendern, Sichersreuth und Tiefenbach
  - Weiler Dünkelhammer

- Die Stadt Bad Weißenstadt mit 21 Gemeindeteilen:
  - Hauptort Bad Weißenstadt
  - Dörfer Birk, Franken, Grub, Meierhof, Ruppertsgrün, Schönlind, Voitsumra, Weiherhöfen und Weißenhaid
  - Weiler Lehsten, Torfmoorhölle, Ziegelhütte bei Lehsten und Zigeunermühle
  - Einöden Frohnlohe, Grubbach, Hühnerhöfen, Kohlmesserhaus, Neuenhammer, Weißenhaider Mühle und Zechenhaus

- Die Gemeinde Höchstädt i.Fichtelgebirge mit 6 Gemeindeteilen:
  - Pfarrdorf Höchstädt i.Fichtelgebirge
  - Dörfer Braunersgrün und Rügersgrün
  - Weiler Hofmühle
  - Einöden Tännig und Witzlebensmühle

- Die Stadt Hohenberg an der Eger mit 10 Gemeindeteilen:
  - Hauptort Hohenberg an der Eger
  - Dörfer Neuhaus an der Eger und Sommerhau
  - Weiler Fohrenlohe, Hammermühle und Neuenmühle
  - Einöden Confinhaus, Königsmühle, Massemühle und Pfeiffermühle

- Die Stadt Kirchenlamitz mit 27 Gemeindeteilen:
  - Hauptort Kirchenlamitz
  - Dörfer Großschloppen, Hohenbuch, Kleinschloppen, Niederlamitz, Niederlamitzerhammer, Raumetengrün und Reicholdsgrün
  - Weiler Dörflas bei Kirchenlamitz, Epprechtstein, Fahrenbühl, Fichtenhammer, Hinteres Buchhaus, Mittelschieda, Oberschieda, Unterschieda und Vorderes Buchhaus
  - Einöden Baumgarten, Entenloh, Fuchsmühle, Hasenmühle, Neuenhammer, Schnepfenmühle, Vorsuchhütte, Wustung bei Niederlamitz und Wustung bei Schnepfenmühle
  - Bahnhof Kirchenlamitz

- Die Stadt Marktleuthen mit 15 Gemeindeteilen:
  - Hauptort Marktleuthen
  - Kirchdorf Großwendern
  - Dörfer Habnith, Hebanz, Holzmühl, Leuthenforst, Neudes und Neumühle
  - Weiler Eckenmühle, Kaiserhammer, Karolinenhain, Neudorf und Wendenhammer
  - Einöden Neudorfermühle und Ruggenmühle

- Die Große Kreisstadt Marktredwitz mit 27 Gemeindeteilen:
  - Hauptort Marktredwitz
  - Stadtteile Dörflas und Oberredwitz
  - Pfarrdorf Brand
  - Kirchdörfer Lorenzreuth und Pfaffenreuth
  - Dörfer Fridau, Haag, Haingrün, Korbersdorf, Leutendorf, Manzenberg, Meußelsdorf, Oberthölau, Reutlas, Wölsau, Wölsauerhammer und Ziegelhütte
  - Siedlungen Hammerberg und Neu-Haag
  - Weiler Glashütte, Grünitzmühle, Katharinenhöhe und Unterthölau
  - Einöden Breitmühle, Grafenstein und Miedelmühle

- Die Gemeinde Nagel mit 9 Gemeindeteilen:
  - Pfarrdorf Nagel
  - Dörfer Lochbühl, Mühlbühl, Ölbühl, Reichenbach, Reissingerhöhe und Wurmloh
  - Weiler Hohenbrand
  - Einöde Steinloh

- Die Gemeinde Röslau mit 11 Gemeindeteilen:
  - Pfarrdorf Röslau
  - Dörfer Bibersbach, Brücklas, Dürnberg, Grün, Rauschensteig und Thusmühle
  - Weiler Bödlas, Oberwoltersgrün und Unterwoltersgrün
  - Einöde Rosenhof

- Der Markt Schirnding mit 8 Gemeindeteilen:
  - Hauptort Schirnding
  - Dorf Raithenbach
  - Weiler Dietersgrün, Fischern und Seedorf
  - Einöden Ottenlohe, Weidighaus und Ziegelhütte

- Die Stadt Schönwald mit 16 Gemeindeteilen:
  - Hauptort Schönwald
  - Dörfer Brunn, Grünhaid und Reichenbach
  - Weiler Buchbach, Grünauer Vorwerk, Gutschönlind und Sophienreuth
  - Einöden Bernsteinmühle, Göringsreuth, Grünauermühle, Kleppermühle, Lenker, Merzenhaus, Neuenbrand und Perlenhaus

- Die Große Kreisstadt Selb mit 45 Gemeindeteilen:
  - Hauptort Selb
  - Pfarrdorf Erkersreuth
  - Kirchdörfer Mittelweißenbach, Selb-Plößberg und Spielberg
  - Dörfer Buchwald, Dürrewiesen, Hammergut, Heidelheim, Längenau, Lauterbach, Mühlbach, Oberweißenbach, Plößberg in Oberfranken, Reuth, Silberbach, Steinselb, Stopfersfurth, Unterweißenbach, Vielitz und Wildenau
  - Weiler Dürrloh, Holzhäuser, Laubbühl, Linden, Ludwigsmühle, Neuenbrand, Papiermühle, Schatzbach und Sommermühle
  - Einöden Bärenhaus, Blumenthal, Erbhaus, Fußhaus, Hafendeck, Häusellohe, Heuloh, Leupoldshammer, Neuhof, Obersteinmühle, Prexhäuser, Rohrlohmühle, Untersteinmühle und Wellerthal

- Der Markt Thiersheim mit 15 Gemeindeteilen:
  - Hauptort Thiersheim
  - Dörfer Grafenreuth, Kothigenbibersbach, Leutenberg, Neuenreuth, Putzenmühle, Stemmas und Wampen
  - Weiler Steinhäuser
  - Einöden Altdürrlas, Berthardsruhe, Böhmmühle, Karlmühle, Kleehof und Mittelmühle

- Der Markt Thierstein mit 15 Gemeindeteilen:
  - Hauptort Thierstein
  - Dörfer Birkenbühl, Hendelhammer, Kaiserhammer und Schwarzenhammer
  - Weiler Hohenmühle, Neudürrlas, Pfannenstiel und Wäschteich
  - Einöden Dangesbühl, Hafendeck, Öchslersmühle, Schlößlein, Schwarzteich und Ziegelhütte

- Die Gemeinde Tröstau mit 15 Gemeindeteilen:
  - Pfarrdorf Tröstau
  - Dörfer Furthammer, Leupoldsdorf, Leupoldsdorferhammer, Vordorf und Vordorfermühle
  - Weiler Fahrenbach, Kühlgrün, Neuenhammer, Vierst und Waffenhammer
  - Einöden Grötschenmühle, Rohrmühle und Silberhaus
  - Berghütte Seehaus

- Die Stadt Wunsiedel mit 30 Gemeindeteilen:
  - Hauptort Wunsiedel
  - Pfarrdörfer Bernstein, Holenbrunn und Schönbrunn
  - Dörfer Breitenbrunn, Furthammer, Göpfersgrün, Hauenreuth, Hildenbach, Johanneszeche, Sinatengrün und Wintersreuth
  - Weiler Fleißenhammer, Göringsreuth, Krohenhammer, Schönlind, Stemmasgrün, Valetsberg und Wintersberg
  - Einöden Hildenmühle, Juliushammer, Klause, Kösseinehaus, Luisenburg, Schneckenhammer, Schneckenmühle, Stollenmühle, Walkmühle, Wiesenmühle und Ziegelhütte

## Alphabetische Liste
In Fettschrift erscheinen die Orte, die namengebend für die Gemeinde sind.

### A
- Altdürrlas zu Thiersheim
- Arzberg

### B
- Bad Alexandersbad
- Bad Weißenstadt
- Bahnhof Kirchenlamitz zu Kirchenlamitz
- Bärenhaus zu Selb
- Baumgarten zu Kirchenlamitz
- Bergnersreuth zu Arzberg
- Bernstein zu Wunsiedel
- Bernsteinmühle zu Schönwald
- Berthardsruhe zu Thiersheim
- Bibersbach zu Röslau
- Birk zu Bad Weißenstadt
- Birkenbühl zu Thierstein
- Blumenthal zu Selb
- Bodenhaus zu Arzberg
- Bödlas zu Röslau
- Böhmmühle zu Thiersheim
- Brand zu Marktredwitz
- Braunersgrün zu Höchstädt i.Fichtelgebirge
- Breitenbrunn zu Wunsiedel
- Breitmühle zu Marktredwitz
- Brücklas zu Röslau
- Brunn zu Schönwald
- Buchbach zu Schönwald
- Buchwald zu Selb

### C
- Confinhaus zu Hohenberg a.d.Eger

### D
- Dangesbühl zu Thierstein
- Dietersgrün zu Schirnding
- Dörflas zu Marktredwitz
- Dörflas bei Kirchenlamitz zu Kirchenlamitz
- Dötschenmühle zu Arzberg
- Dünkelhammer zu Bad Alexandersbad
- Dürnberg zu Röslau
- Dürrewiesen zu Selb
- Dürrloh zu Selb

### E
- Eckenmühle zu Marktleuthen
- Elisenfels zu Arzberg
- Entenloh zu Kirchenlamitz
- Epprechtstein zu Kirchenlamitz
- Erbhaus zu Selb
- Erkersreuth zu Selb

### F
- Fahrenbach zu Tröstau
- Fahrenbühl zu Kirchenlamitz
- Fichtenhammer zu Kirchenlamitz
- Fischern zu Schirnding
- Fleißenhammer zu Wunsiedel
- Fohrenlohe zu Hohenberg a.d.Eger
- Forellenmühle zu Arzberg
- Franken zu Bad Weißenstadt
- Fridau zu Marktredwitz
- Frohnlohe zu Bad Weißenstadt
- Fuchsmühle zu Kirchenlamitz
- Furthammer zu Tröstau
- Furthammer zu Wunsiedel
- Fußhaus zu Selb

### G
- Garmersreuth zu Arzberg
- Glashütte zu Marktredwitz
- Göpfersgrün zu Wunsiedel
- Göringsreuth zu Schönwald
- Göringsreuth zu Wunsiedel
- Grafenreuth zu Thiersheim
- Grafenstein zu Marktredwitz
- Großschloppen zu Kirchenlamitz
- Großwendern zu Marktleuthen
- Grötschenmühle zu Tröstau
- Grub zu Bad Weißenstadt
- Grubbach zu Bad Weißenstadt
- Grün zu Röslau
- Grünauer Vorwerk zu Schönwald
- Grünauermühle zu Schönwald
- Grünhaid zu Schönwald
- Grünitzmühle zu Marktredwitz
- Gutschönlind zu Schönwald

### H
- Haag zu Marktredwitz
- Habnith zu Marktleuthen
- Hafendeck zu Selb
- Hafendeck zu Thierstein
- Hagenhaus zu Arzberg
- Haid zu Arzberg
- Haingrün zu Marktredwitz
- Hammerberg zu Marktredwitz
- Hammergut zu Selb
- Hammermühle zu Hohenberg a.d.Eger
- Hasenmühle zu Kirchenlamitz
- Hauenreuth zu Wunsiedel
- Häusellohe zu Selb
- Hebanz zu Marktleuthen
- Heidelheim zu Selb
- Heiligenfurt zu Arzberg
- Hendelhammer zu Thierstein
- Heuloh zu Selb
- Hildenbach zu Wunsiedel
- Hildenmühle zu Wunsiedel
- Hinteres Buchhaus zu Kirchenlamitz
- Höchstädt i.Fichtelgebirge
- Hofmühle zu Höchstädt i.Fichtelgebirge
- Hohenberg a.d.Eger
- Hohenbrand zu Nagel
- Hohenbuch zu Kirchenlamitz
- Hohenmühle zu Thierstein
- Holenbrunn zu Wunsiedel
- Holzhäuser zu Selb
- Holzmühl zu Marktleuthen
- Hühnerhöfen zu Bad Weißenstadt

### J
- Johanneszeche zu Wunsiedel
- Juliushammer zu Wunsiedel

### K
- Kaiserhammer zu Marktleuthen
- Kaiserhammer zu Thierstein
- Karlmühle zu Thiersheim
- Karolinenhain zu Marktleuthen
- Katharinenhöhe zu Marktredwitz
- Kieselmühle zu Arzberg
- Kirchenlamitz
- Klause zu Wunsiedel
- Klausen zu Arzberg
- Kleehof zu Thiersheim
- Kleinschloppen zu Kirchenlamitz
- Kleinwendern zu Bad Alexandersbad
- Kleppermühle zu Schönwald
- Kohlmesserhaus zu Bad Weißenstadt
- Königsmühle zu Hohenberg a.d.Eger
- Korbersdorf zu Marktredwitz
- Kösseinehaus zu Wunsiedel
- Kothigenbibersbach zu Thiersheim
- Krippnermühle zu Arzberg
- Krohenhammer zu Wunsiedel
- Kühlgrün zu Tröstau

### L
- Längenau zu Selb
- Laubbühl zu Selb
- Lauterbach zu Selb
- Lehsten zu Bad Weißenstadt
- Lenker zu Schönwald
- Leupoldsdorf zu Tröstau
- Leupoldsdorferhammer zu Tröstau
- Leupoldshammer zu Selb
- Leutenberg zu Thiersheim
- Leutendorf zu Marktredwitz
- Leuthenforst zu Marktleuthen
- Linden zu Selb
- Lochbühl zu Nagel
- Lorenzreuth zu Marktredwitz
- Ludwigsmühle zu Selb
- Luisenburg zu Wunsiedel

### M
- Manzenberg zu Marktredwitz
- Marktleuthen
- Marktredwitz
- Märzenhaus zu Arzberg
- Massemühle zu Hohenberg a.d.Eger
- Meierhof zu Bad Weißenstadt
- Merzenhaus zu Schönwald
- Meußelsdorf zu Marktredwitz
- Miedelmühle zu Marktredwitz
- Mittelmühle zu Thiersheim
- Mittelschieda zu Kirchenlamitz
- Mittelweißenbach zu Selb
- Mühlbach zu Selb
- Mühlbühl zu Nagel

### N
- Nagel
- Neudes zu Marktleuthen
- Neudorf zu Marktleuthen
- Neudorfermühle zu Marktleuthen
- Neudürrlas zu Thierstein
- Neuenbrand zu Schönwald
- Neuenbrand zu Selb
- Neuenhammer zu Kirchenlamitz
- Neuenhammer zu Tröstau
- Neuenhammer zu Bad Weißenstadt
- Neuenmühle zu Hohenberg a.d.Eger
- Neuenreuth zu Thiersheim
- Neu-Haag zu Marktredwitz
- Neuhaus an der Eger zu Hohenberg a.d.Eger
- Neuhof zu Selb
- Neumühle zu Marktleuthen
- Niederlamitz zu Kirchenlamitz
- Niederlamitzerhammer zu Kirchenlamitz

### O
- Oberredwitz zu Marktredwitz
- Oberschieda zu Kirchenlamitz
- Obersteinmühle zu Selb
- Oberthölau zu Marktredwitz
- Oberweißenbach zu Selb
- Oberwoltersgrün zu Röslau
- Öchslersmühle zu Thierstein
- Ölbühl zu Nagel
- Oschwitz zu Arzberg
- Ottenlohe zu Schirnding

### P
- Papiermühle zu Selb
- Perlenhaus zu Schönwald
- Pfaffenreuth zu Marktredwitz
- Pfannenstiel zu Thierstein
- Pfeiffermühle zu Hohenberg a.d.Eger
- Plößberg in Oberfranken zu Selb
- Preisdorf zu Arzberg
- Prexhäuser zu Selb
- Putzenmühle zu Thiersheim

### R
- Raithenbach zu Schirnding
- Raumetengrün zu Kirchenlamitz
- Rauschensteig zu Röslau
- Reichenbach zu Nagel
- Reichenbach zu Schönwald
- Reicholdsgrün zu Kirchenlamitz
- Reissingerhöhe zu Nagel
- Reuth zu Selb
- Reutlas zu Marktredwitz
- Rohrlohmühle zu Selb
- Rohrmühle zu Tröstau
- Rosenbühl zu Arzberg
- Rosenhof zu Röslau
- Röslau
- Röthenbach zu Arzberg
- Rügersgrün zu Höchstädt i.Fichtelgebirge
- Ruggenmühle zu Marktleuthen
- Ruppertsgrün zu Bad Weißenstadt

### S
- Sandmühle zu Arzberg
- Schacht zu Arzberg
- Schatzbach zu Selb
- Schirnding
- Schlößlein zu Thierstein
- Schlottenhof zu Arzberg
- Schneckenhammer zu Wunsiedel
- Schneckenmühle zu Wunsiedel
- Schnepfenmühle zu Kirchenlamitz
- Schönbrunn zu Wunsiedel
- Schönlind zu Bad Weißenstadt
- Schönlind zu Wunsiedel
- Schönwald
- Schwarzenhammer zu Thierstein
- Schwarzteich zu Thierstein
- Seedorf zu Schirnding
- Seehaus zu Tröstau
- Selb
- Selber Vorwerk zu Selb
- Selb-Plößberg zu Selb
- Seußen zu Arzberg
- Sichersreuth zu Bad Alexandersbad
- Silberbach zu Selb
- Silberhaus zu Tröstau
- Sinatengrün zu Wunsiedel
- Sommerhau zu Hohenberg a.d.Eger
- Sommermühle zu Selb
- Sophienreuth zu Schönwald
- Spielberg zu Selb
- Steinau zu Arzberg
- Steinhäuser zu Thiersheim
- Steinloh zu Nagel
- Steinselb zu Selb
- Stemmas zu Thiersheim
- Stemmasgrün zu Wunsiedel
- Stollenmühle zu Wunsiedel
- Stopfersfurth zu Selb

### T
- Tännig zu Höchstädt i.Fichtelgebirge
- Teichmühle zu Arzberg
- Theresienfeld zu Arzberg
- Thiersheim
- Thierstein
- Thusmühle zu Röslau
- Tiefenbach zu Bad Alexandersbad
- Torfmoorhölle zu Bad Weißenstadt
- Tröstau

### U
- Unterschieda zu Kirchenlamitz
- Untersteinmühle zu Selb
- Unterthölau zu Marktredwitz
- Unterweißenbach zu Selb
- Unterwoltersgrün zu Röslau

### V
- Valetsberg zu Wunsiedel
- Vielitz zu Selb
- Vierst zu Tröstau
- Voitsumra zu Bad Weißenstadt
- Vorderes Buchhaus zu Kirchenlamitz
- Vordorf zu Tröstau
- Vordorfermühle zu Tröstau
- Vorsuchhütte zu Kirchenlamitz

### W
- Waffenhammer zu Tröstau
- Walkmühle zu Wunsiedel
- Wampen zu Thiersheim
- Wäschteich zu Thierstein
- Weidighaus zu Schirnding
- Weiherhöfen zu Bad Weißenstadt
- Weißenhaid zu Bad Weißenstadt
- Weißenhaider Mühle zu Bad Weißenstadt
- Wellerthal zu Selb
- Wendenhammer zu Marktleuthen
- Wiesenmühle zu Wunsiedel
- Wildenau zu Selb
- Wintersberg zu Wunsiedel
- Wintersreuth zu Wunsiedel
- Witzlebensmühle zu Höchstädt i.Fichtelgebirge
- Wölsau zu Marktredwitz
- Wölsauerhammer zu Marktredwitz
- Wunsiedel
- Wurmloh zu Nagel
- Wustung bei Niederlamitz zu Kirchenlamitz
- Wustung bei Schnepfenmühle zu Kirchenlamitz

### Z
- Zechenhaus zu Bad Weißenstadt
- Ziegelhütte zu Marktredwitz
- Ziegelhütte zu Schirnding
- Ziegelhütte zu Thierstein
- Ziegelhütte zu Wunsiedel
- Ziegelhütte bei Lehsten zu Bad Weißenstadt
- Zigeunermühle zu Bad Weißenstadt

| ↑ Zurück zum Inhaltsverzeichnis |